# Championnats du monde de marathon (canoë-kayak) 1994
Navigation
Championnats du monde de marathon 1992 Championnats du monde de marathon 1996
Les 4e championnats du monde de marathon en canoë-kayak de 1994 se sont tenus à Amsterdam aux Pays-Bas, sous l'égide de la Fédération internationale de canoë.
La course a une distance de 42,7 kilomètres

## Podiums

### K1
| Rang               | Athlète         | Pays           | Temps           |
| ------------------ | --------------- | -------------- | --------------- |
| Médaille d'or      | Lars Koch       | Danemark       | 2 h 59 min 46 s |
| Médaille d'argent  | Tom Krantz      | Suède          | 2 h 59 min 50 s |
| Médaille de bronze | Robby Herreveld | Afrique du Sud | 2 h 59 min 59 s |

| Rang               | Athlète            | Pays      | Temps           |
| ------------------ | ------------------ | --------- | --------------- |
| Médaille d'or      | Susanne Gunnarsson | Suède     | 3 h 16 min 13 s |
| Médaille d'argent  | Denise Cooper      | Australie | 3 h 18 min 49 s |
| Médaille de bronze | Andrea Pitz        | Hongrie   | 3 h 19 min 21 s |

### K2
| Rang               | Athlète                             | Pays        | Temps           |
| ------------------ | ----------------------------------- | ----------- | --------------- |
| Médaille d'or      | Ivan Lawler Stephen Harris          | Royaume-Uni | 2 h 46 min 50 s |
| Médaille d'argent  | Csaba László Laszlo Toth            | Hongrie     | 2 h 46 min 51 s |
| Médaille de bronze | Thomas Christiansen Karsten Solgard | Danemark    | 2 h 46 min 52 s |

| Rang               | Athlète                     | Pays      | Temps           |
| ------------------ | --------------------------- | --------- | --------------- |
| Médaille d'or      | Denise Cooper Shelly Jesney | Australie | 3 h 00 min 57 s |
| Médaille d'argent  | Hanne Selmer Bettina Larsen | Danemark  | 3 h 10 min 37 s |
| Médaille de bronze | Andrea Biro Agnes Erdodi    | Hongrie   | 3 h 13 min 39 s |

### C1
| Rang               | Athlète          | Pays     | Temps           |
| ------------------ | ---------------- | -------- | --------------- |
| Médaille d'or      | Arne Nielsson    | Danemark | 3 h 20 min 38 s |
| Médaille d'argent  | Gabor Kolozsvári | Hongrie  | 3 h 28 min 41 s |
| Médaille de bronze | Karsten Scales   | Danemark | 3 h 28 min 56 s |

### C2
| Rang               | Athlète                      | Pays        | Temps           |
| ------------------ | ---------------------------- | ----------- | --------------- |
| Médaille d'or      | Zsolt Bohacs Istvan Gyulai   | Hongrie     | 3 h 06 min 31 s |
| Médaille d'argent  | Stephen Train Andrew Train   | Royaume-Uni | 3 h 06 min 33 s |
| Médaille de bronze | Pedro Areal Bienvenido Perez | Espagne     | 3 h 14 min 58 s |

## Tableau des médailles
| Rang  | Nation         | Or | Argent | Bronze | Total |
| ----- | -------------- | -- | ------ | ------ | ----- |
| 1     | Danemark       | 2  | 1      | 2      | 5     |
| 2     | Hongrie        | 1  | 2      | 2      | 5     |
| 3     | Australie      | 1  | 1      | 0      | 2     |
| -     | Royaume-Uni    | 1  | 1      | 0      | 2     |
| -     | Suède          | 1  | 1      | 0      | 2     |
| 6     | Afrique du Sud | 0  | 0      | 1      | 1     |
| -     | Espagne        | 0  | 0      | 1      | 1     |
| Total | Total          | 6  | 6      | 6      | 18    |